# Квинт Созий Сенецио
Квинт Созий Сенецио (на латински: Quintus Sosius Senecio; * 65 г.; † 110 г.) е римски политик и генерал.

## Биография
Сенецио е приятел на по-късния император Адриан, на младия Плиний и на Плутарх, с когото се запознава като проконсул на Ахая и той му посвещава своите Parallelviten.
Квин Сенецио се жени за дъщерята на сенатора и писател Фронтин и служи като генерал при император Траян. През 90 и 92 г. е легион – легат на I легион на Минерва в Долна Германия. През 93 – 95 е управител на Галия Белгика. През 99 г. заедно с Авъл Корнелий Палма Фронтониан е консул и легат на Горна Мизия.
През 105/106 г. се бие в Траяновата втора дакийска война и получава ornamenta triumphalia. През 107 г. е заедно с Луций Лициний Сура, приятел на императора, за втори път консул.
Дъщеря му Сосия Полия се омъжва за генерала и политик Квинт Помпей Фалко.